# Шмидтгоф, Владимир Георгиевич
Владимир Георгиевич Шмидтгоф (настоящая фамилия — Лебедев-Шмидтгоф, 1900 — 10 января 1944) — советский режиссёр.

## Биография
С 1917 — актёр в драматическом театре. В 1918 году организован Государственный Большой Драматический театр, туда приглашают Владимира Шмидтгофа и там он играет четыре сезона.
В 1921 году Владимир Шмидтгоф — один из создателей «Театра революционной сатиры „Вольная Комедия“», где работал драматургом, режиссёром, актёром.
С конца 1923 года Владимир Шмидтгоф работает в кино, он поставил первый советский комедийный фильм «Н+Н+Н».
В 1935 снимает фильм «Концерт Бетховена», который был удостоен почётного диплома на международном конкурсе синематографии. Для этого кинофильма Шмидтгоф написал текст марша пионеров «Эх, хорошо!», музыку к которому сочинил И. О. Дунаевский.
1 апреля 1938 года был арестован НКВД СССР по обвинению в шпионской деятельности в пользу Германии. Ввиду тяжелого физического состояния (на допросах были отбиты легкие и другие внутренности) был освобожден из тюрьмы Постановлением Управления НКВД по г. Ленинграду 11 июня 1939 года.
С 1943 года работал на Свердловской киностудии.
Скончался 10 января 1944 года, похоронен на Михайловском кладбище (захоронение утрачено).

## Семья
В 1937 году Шмидтгоф женился на актрисе Вере Андреевне Арцимович (1913 — 3 февраля 2004).
Дочь Ольга Владимировна Арцимович (р. 1938) — вдова (вторая супруга) Булата Окуджавы.
Сын Юрий Владимирович Лебедев-Шмидтгоф (1942 — 19.06.2012) — поначалу актёр театра и кино, в дальнейшем — токарь и наладчик станков на заводе «Красный Октябрь».

## Фильмография

### Режиссёрские работы
- 1924 — Н+Н+Н (короткометражный)
- 1925 — Сон сторожа (короткометражный, фильм не сохранился)
- 1927 — «Главдыня» на отдыхе (короткометражный, фильм не сохранился)
- 1927 — Отважные мореплаватели
- 1927 — Пружинка (короткометражный, фильм не сохранился)
- 1928 — Запасец (короткометражный, фильм не сохранился)
- 1928 — Знойный принц (фильм не сохранился)
- 1928 — Третья молодость (фильм не сохранился)
- 1929 — Флаг нации
- 1930 — Счастливый Кент
- 1932 — Гайль-Москау (фильм не сохранился)
- 1934 — Секрет фирмы (фильм не сохранился)
- 1936 — Концерт Бетховена
- 1940 — Макар Нечай
- 1942 — Музыкальный киносборник (новелла «Открытие сезона»)

### Сценарии
- 1924 — Н+Н+Н
- 1929 — Флаг нации

## Песни
- «Эх, хорошо в стране советской жить!»